# 조캉 사원

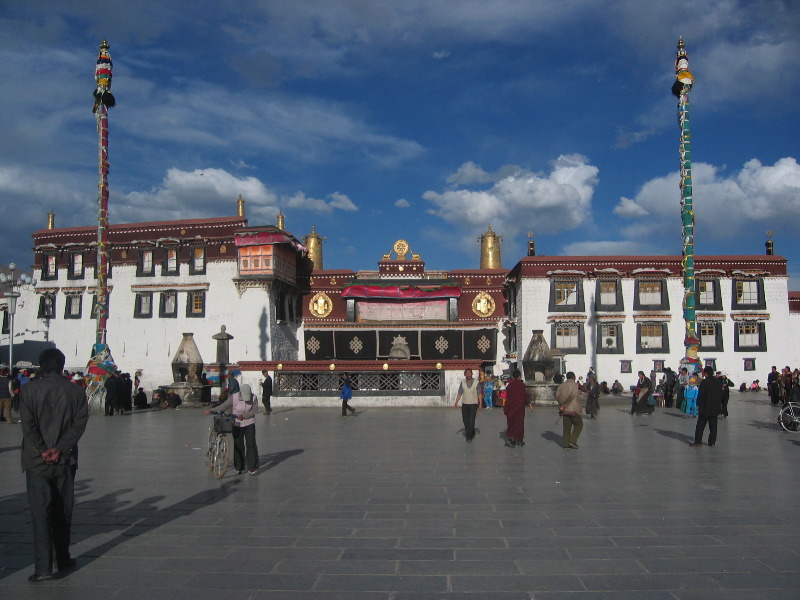
조캉사원

조캉 사원(大昭寺, Jokhang)은 중화인민공화국 티베트 자치구의 라싸에 있는 티베트 불교 사원이다. 중국 명칭은 따쟈오시(大昭寺). 일반적으로는 본당에 해당하는 부분의 명칭인 ‘조캉사원’으로 불린다. 또 본당이라는 의미의 트크라칸을 붙여, 투루 낭·트크라칸으로 불리기도 한다. 티베트를 통일한 토번 티베트 왕조 제 33대의 송첸감포 왕이 641년 당나라 태종의 조카딸인 문성공주가 시집을 오자 맞이하기 위해 7세기에 건립하였다고 한다. 본당에는 문성공주가 당나라에서 가져왔다는 석가모니상이 있다.
2000년 세계문화유산으로 지정된 라싸의 포탈라궁의 역사 유적군에 추가등록 되었다.

조캉 사원
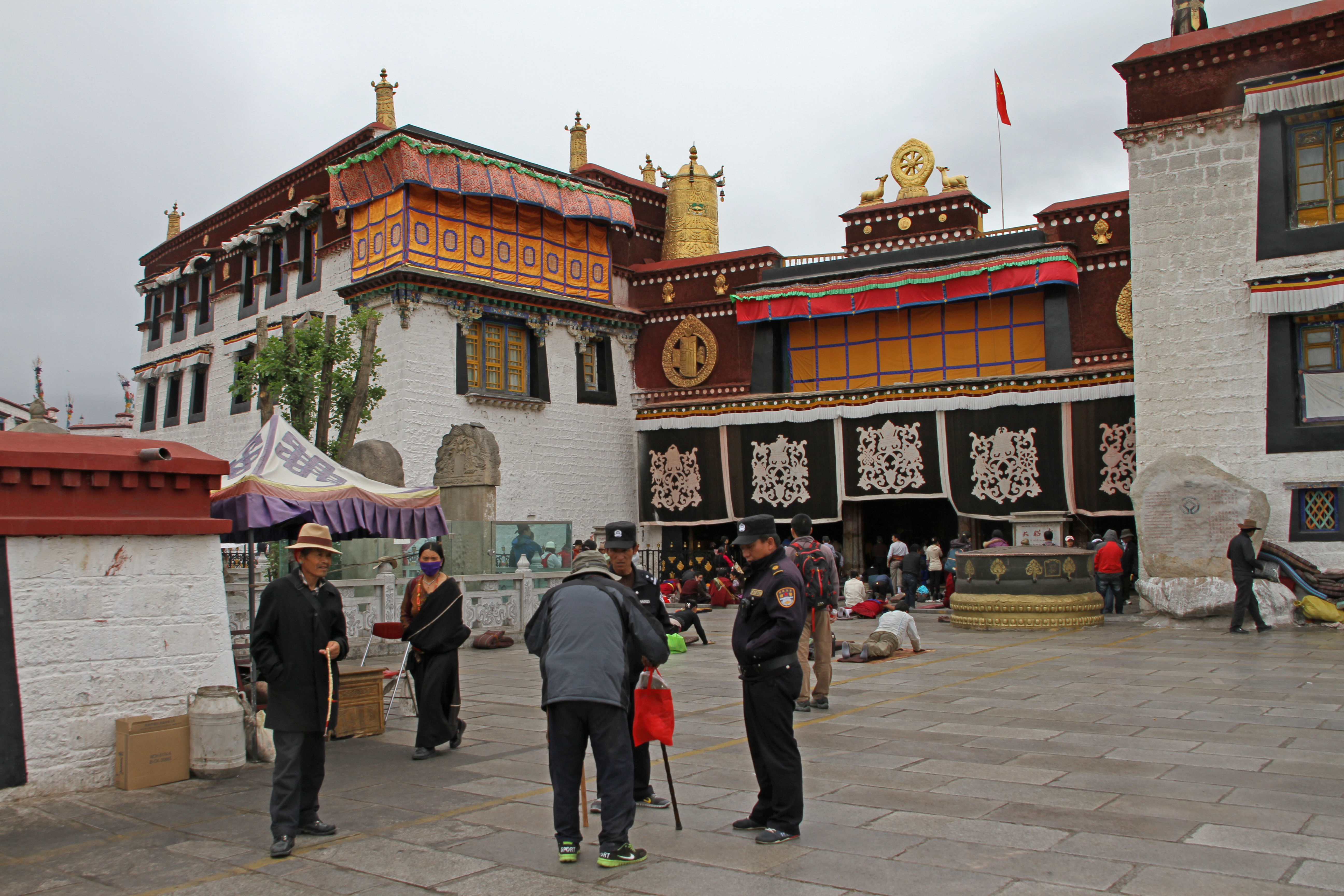
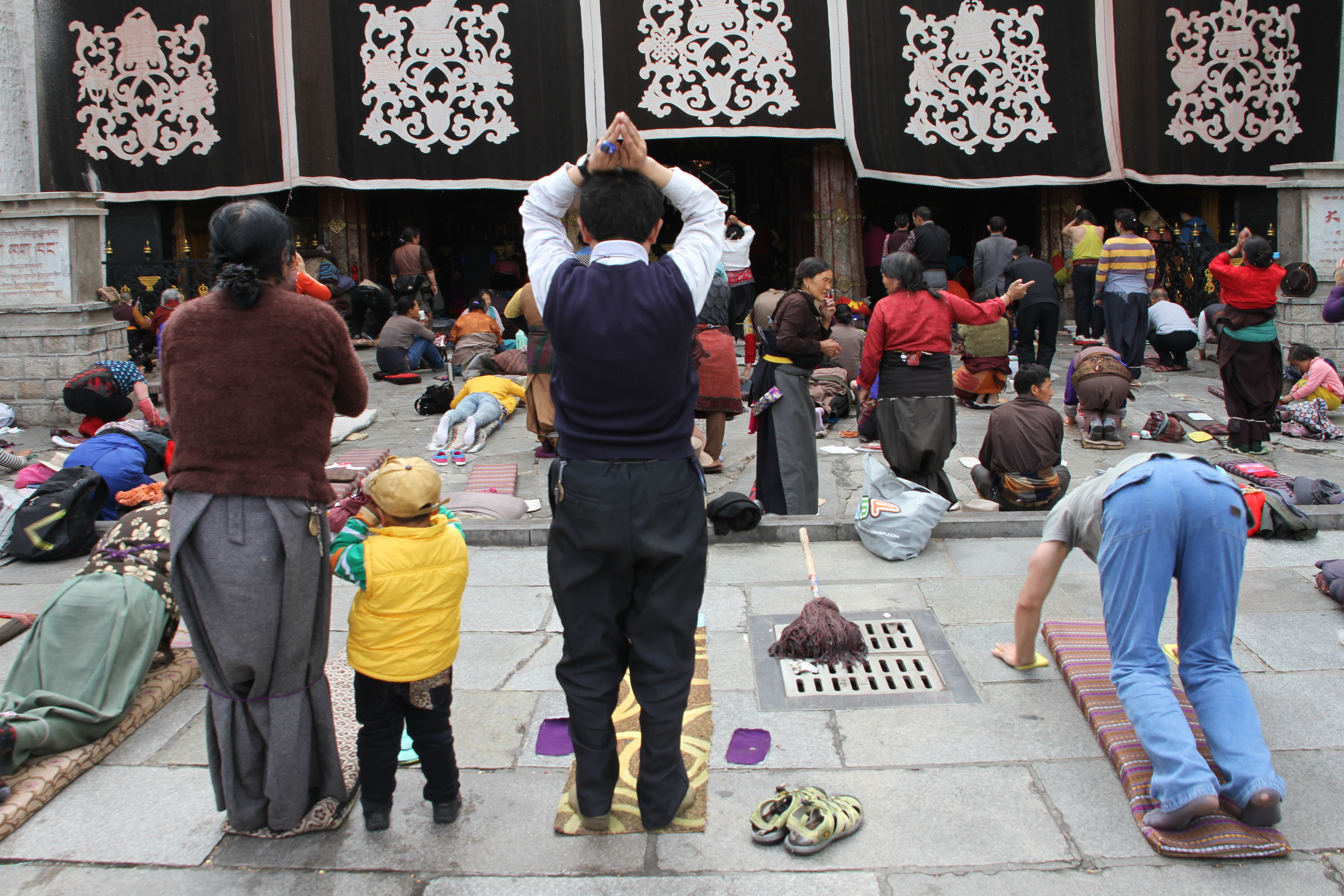
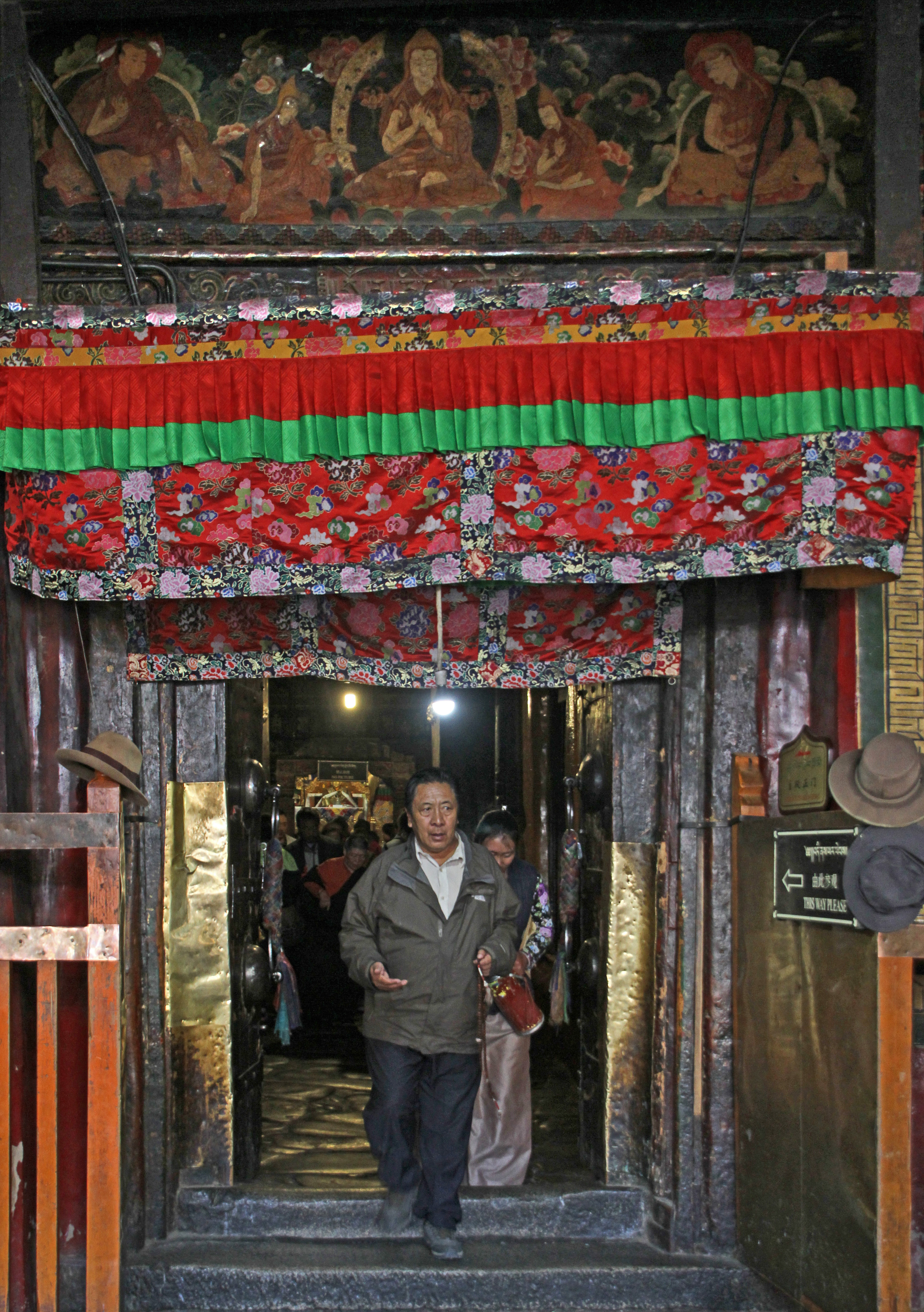
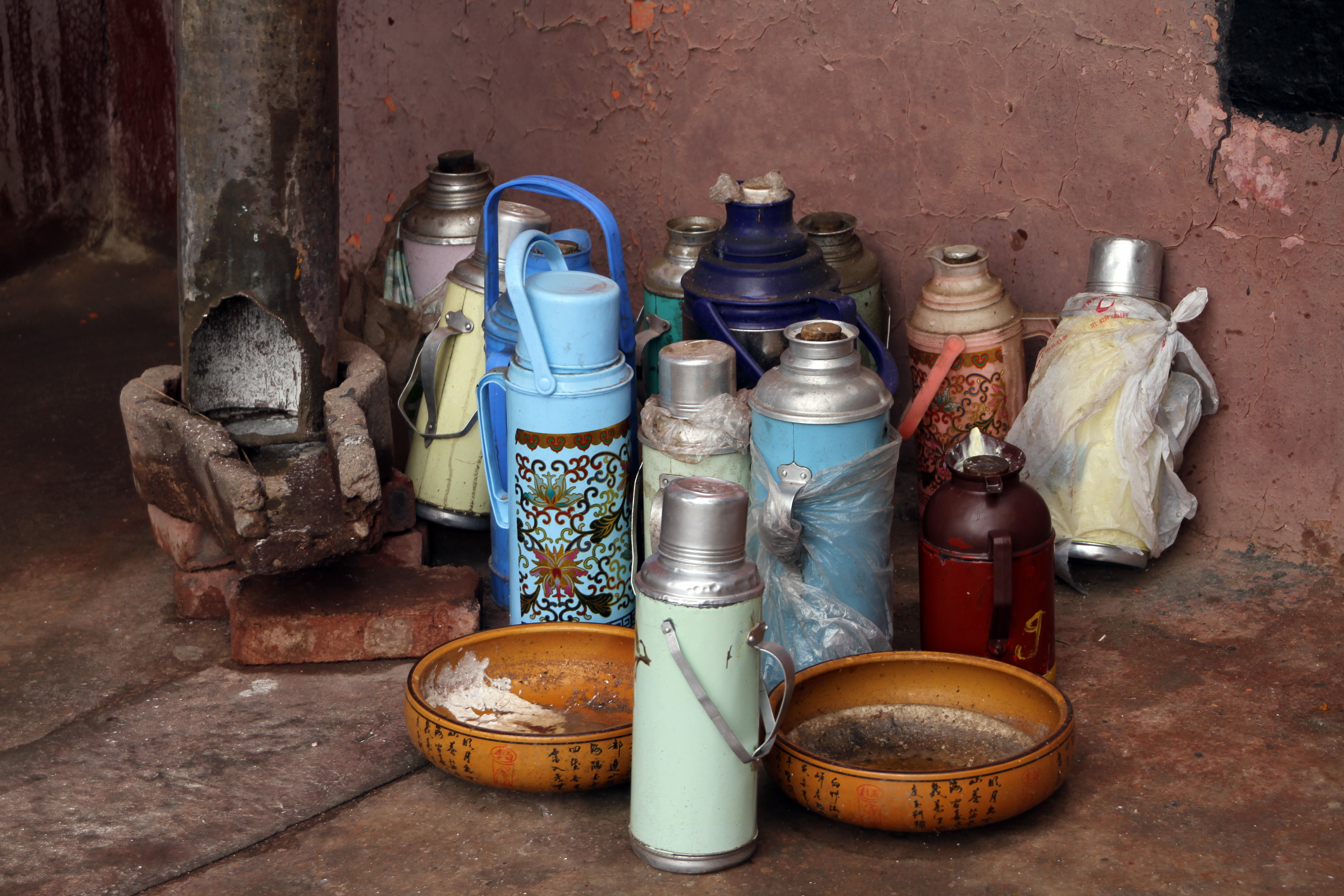
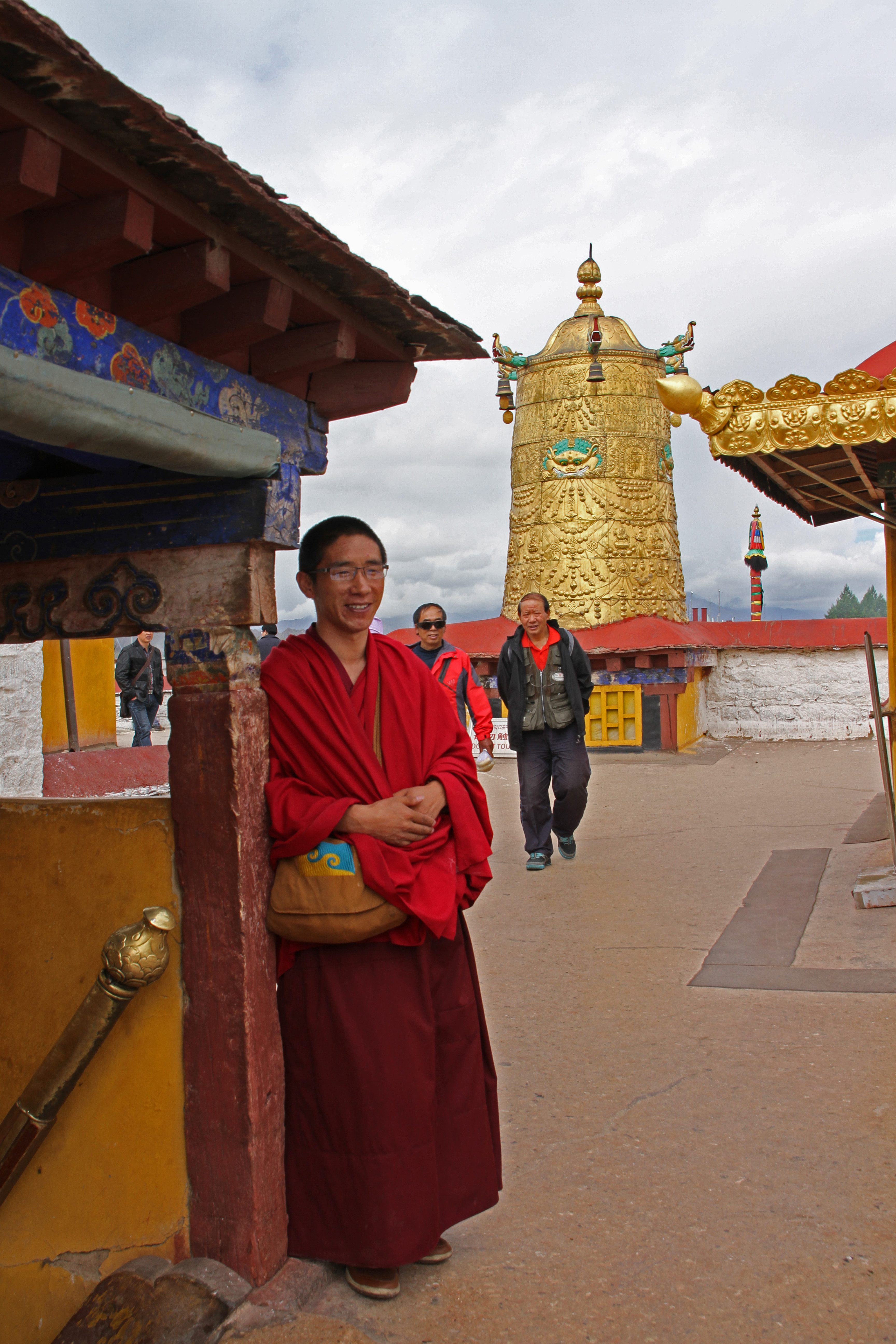
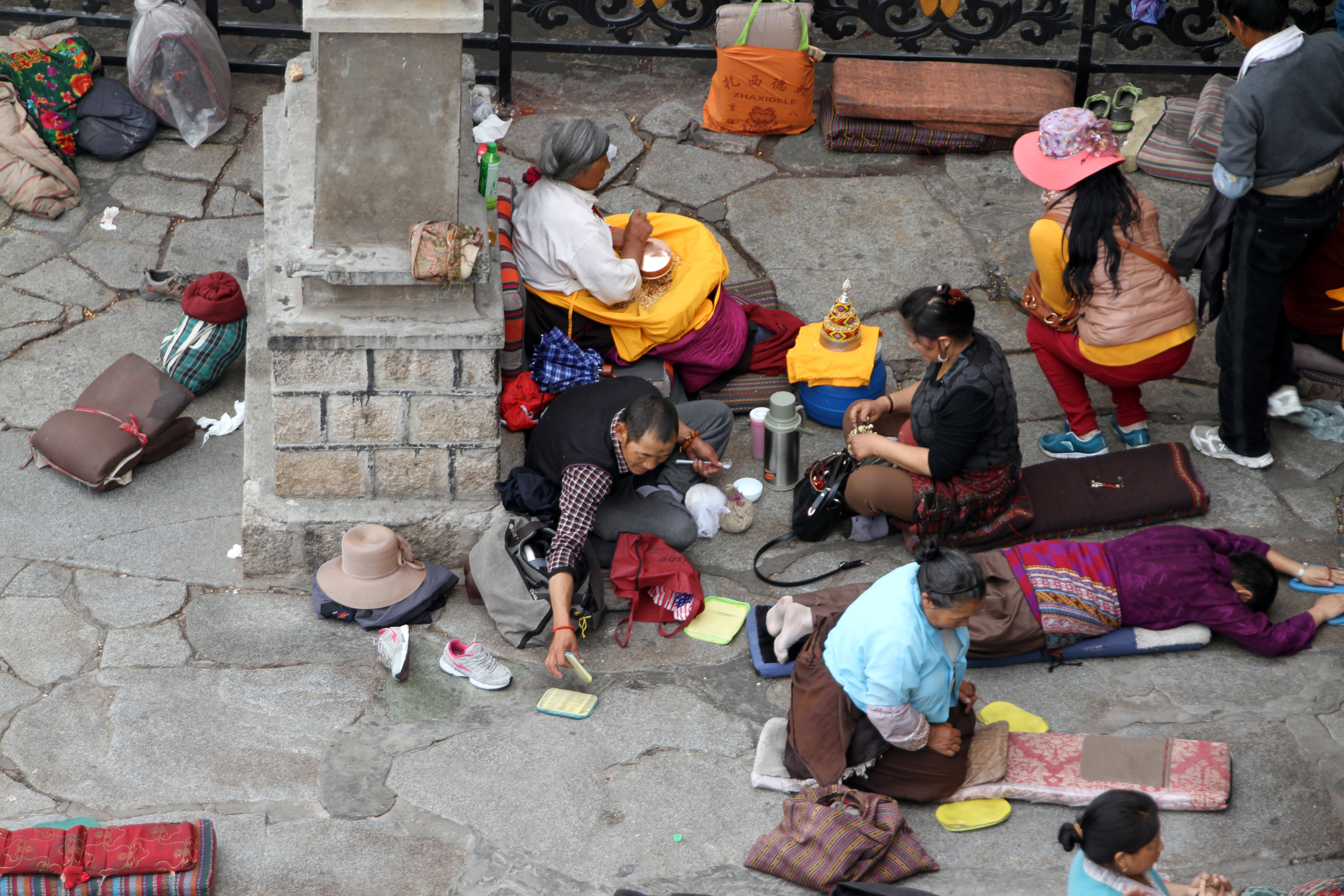

## 같이 보기
- 포탈라궁